# Spotlight – Egy nyomozás részletei
Spotlight – Egy nyomozás részletei (eredeti cím: Spotlight) 2015-ben bemutatott amerikai életrajzi filmdráma, melyet saját és Josh Singer forgatókönyvéből Tom McCarthy rendezett. A főbb szerepekben Mark Ruffalo, Michael Keaton, Rachel McAdams, John Slattery, Stanley Tucci, Brian d'Arcy James, Liev Schreiber és Billy Crudup látható.
Az Amerikai Egyesült Államokban 2015. november 6-án mutatták be. Magyarországon három hónappal később, 2016. február 18-án jelent meg feliratos változatban az InterCom Zrt. forgalmazásában. A film bevételi szempontból jól teljesített és a kritikusoktól is pozitív értékeléseket kapott .

## Cselekmény
A Boston Globe új főszerkesztője feladatul tűzi ki az újságíróknak, hogy derítsenek fel egy korábbi esetet, mely során gyermekmolesztálással vádoltak meg egy katolikus papot. Az újságíró stáb megdöbbentő tényekre bukkan a nyomozás során. Pedofília és homoszexualitás egész tárházával találkoznak, melynek során kiderül: a szexuális zaklatásoknak nem csak egy áldozata van, s nem is egy elkövetője az egyház soraiban.

## Szereplők
| Színész            | Szerep                  | Magyar hang          |
| ------------------ | ----------------------- | -------------------- |
| Mark Ruffalo       | Michael Rezendes        | Rajkai Zoltán        |
| Michael Keaton     | Walter "Robby" Robinson | Csankó Zoltán        |
| Rachel McAdams     | Sacha Pfeiffer          | Major Melinda        |
| Liev Schreiber     | Marty Baron             | Szabó Sipos Barnabás |
| John Slattery      | Ben Bradlee Jr.         | Fazekas István       |
| Brian d'Arcy James | Matt Carroll            | Görög László         |
| Stanley Tucci      | Mitchell Garabedian     | Kulka János          |
| Gene Amoroso       | Steve Kurkjian          | Forgács Gábor        |

## Fogadtatás

### Bevételi adatok
A film bevételi szempontból jól teljesített, 20 millió dolláros költségvetés mellett több mint 73 millió dollárt termelt.

### Kritikai visszhang
A Metacritic oldalán a film értékelése 93% a 100-ból, ami 45 véleményen alapul. A Rotten Tomatoeson a Spotlight – Egy nyomozás részletei 96%-os minősítést kapott, 270 értékelés alapján.

### Fontosabb díjak és jelölések
Oscar-díj (2016)
- díj: Legjobb film
- díj: legjobb eredeti forgatókönyv - Tom McCarthy, Josh Singer
- jelölés: legjobb rendező - Tom McCarthy
- jelölés: legjobb férfi mellékszereplő - Mark Ruffalo
- jelölés: legjobb női mellékszereplő - Rachel McAdams
- jelölés: legjobb vágás - Tom McArdle

BAFTA-díj (2016)
- díj: legjobb eredeti forgatókönyv - Josh Singer, Tom McCarthy
- jelölés: Legjobb film - Michael Sugar, Steve Golin
- jelölés: Legjobb férfi mellékszereplő - Mark Ruffalo

Golden Globe-díj (2016)
- jelölés: legjobb rendező - Tom McCarthy
- jelölés: legjobb film - drámai kategória
- jelölés: legjobb forgatókönyv jelölés - Tom McCarthy, Josh Singer